# أبوة مسؤولة
ازداد عدد الأطفال الذين ينشأوا في أسر ذات عائل واحد بشكل كبير منذ ستينيات القرن العشرين، حيث تزايدوا بنحو 9% من عدد الأطفال تحت سن 18 الذين يعيشون مع أسر ذات عائل واحد في ستينيات القرن العشرين؛ وبحلول عام 2007 تزايد هذا المعدل لما يقرب من 32%. وقد حدث النمو الأكبر بين عامي 1970 و1985، عندما وصل نمو الأسر ذات الأمهات العازبات إلى معدل ثابت.
وقد نُسب هذا التحوّل إلى تنوع التغييرات الاجتماعية المتعرّف عليها بنحو واسع التي حدثت في المجتمع الأمريكي في ستينيات وسبعينيات القرن العشرين: حيث زادت التغييرات في الأخلاقيات الجنسية من انتشار النشاط الجنسي خارج إطار الزواج أو رابطه وخفضت من الإحساس بوصمة العار عند حدوث ولادات خارج إطار الزوجية؛ وتغير اتجاه الأمريكيين حول الزواج والطلاق وتحقيق النساء لمكاسب اقتصادية والذي بدوره أدى إلى زيادة شعورهم الاستقلالية والقدرة على ترك زيجاتهم غير السعيدة.
بينما كان ينظر مجتمع العلوم الاجتماعية في الستينيات والسبعينيات من القرن العشرين بشكل مبدئي إلى الأسر ذات أم عزباء «كشكل آخر بديل من أشكال الأسرة»، وقد ظهر الدليل في أواخر السبعينيات من القرن العشرين موضحًا أن الأطفال الذين نشأوا في أسر غاب الأب فيها كانوا متضررين بالنسبة للأطفال الآخرين.
في عام 2008 وفي الولايات المتحدة قُدر حوالي 28 مليون طفل قد نشأوا في أسر بدون أب.

## ظهور حركة الأبوة المسئولة في الولايات المتحدة
قد بدأ الاهتمام أيضًا بقضية الصحة والأبوة المسئولة إلى جانب التغييرات الحادثة في تكوين الأسرة في الجزء الأخير من القرن العشرين، ففي عام 1974، نشر دكتور جايمز أيه ليفين (Dr. James A. Levine) تقريرًا حول من سيربي الأطفال؟ خيارات جديدة للآباء (والأمهات) [(Who Will Raise the Children? New Options for Fathers (and Mothers]. وفي هذا التقرير، «أوضح ليفين أن الهدف طويل المدى في فرصة المساواة للنساء في المجتمع الأمريكي لن تتحقق أبدًا بدون إدراك كبير لأهمية وسبب ومسئولية الآباء في حياة أطفالهم، ودعا ليفين إلى إحداث تغييرات في المؤسسات الاجتماعية الكبرى وتغييرات في كيفية تربية العائلات للبنات والأولاد وتغييرات في التوقعات المتبادلة من الرجال والنساء بينما يكونون الأسر.»
وخلال الثمانينيات والتسعينيات من القرن العشرين، بدأ تشكيل الحركة القومية لأبوة مسئولة في الولايات المتحدة، «خلال هذه ’الحركة‘، قد يدرك الفرد مجموعات الرجولة المنافسة وادعاءات الطعن والتظلمات....وتبحث حركة ][لأبوة المسئولة التغلب على عائق الدخل والعرق والسياسات.»
بينما تنضج حركة الأبوة لمسئولة، تطورت برامج الخدمات الاجتماعية والتربوية لتتوافق مع احتياجات الآباء عبر البلد كلها، فعلى سبيل المثال، في عام 1981، خصصت مؤسسة فورد أول تمويلاً واسع النطاق في الولايات المتحدة لبرنامج الأبوة المسئولة من خلال مشروع الأبوة، وكان ذلك بشكل مبدئي في كلية بانت ستريت للتربية في نيويورك والتوسع عبر الدولة في مواقف أخرى متنوعة، وفي عام 1985 بدأت الرابطة الوطنية في الحضر مشروعًا نحو مسئولية الرجال، مركزةً على الأبوة فيما بين الآباء في سن المراهقة، وبحلول عام 1988 تضمن قانون دعم العائلة الأمريكي الفيدرالي بندًا يسمح للولايات باستخدام صناديق الرعاية للعمل، قاصدين بذلك مساعدة الأمهات العازبات في الرعاية ولزيادة الاتصال بين الآباء غير الأوصياء وأطفالهم، بينما في عام 1991، أُطلق أول مركز قومي لموارد الآباء في مينابولس، بولاية مينيسوتا، واستمر عدد الخدمات والدعم المقدم للآباء في التوسع.
وفي السنة الأولى من القرن الواحد والعشرين، تزايد الوعي بأهمية العلاقات الصحية للآباء بأبنائهم، «من بين هذه الفوائد المستويات العليا للأداء المدرسي وزيادة في السلوكيات الصحية... مثلاً، يُظهر الأطفال الذين نشأوا مع مشاركة إيجابية ملحوظة من قبل أبائهم تعاطفًا أكبر وتقديرًا ذاتيًا أعلى وفضولاً متزايدًا ومهارات لفظية أعلى ودرجات أعلى في الكفاءة المعرفية.» وعرّفت حركة الأبوة المسئولة بشكل متزايد نفسها وذلك بالتركيز على تنمية العلاقات الصحية للآباء بالأبناء، وهناك فرع منفصل من حركة الرجال متصلاً بحركة حقوق الرجال، وتتضمن حركة الأبوة المسئولة الأمومة الصحية وتبحث هذه الحركة التشجيع على تقديم دعم أقوى للأمهات والآباء لينضجوا كوالدين أصحاء.
عرّف البند المالي حركة الأبوة المسئولة في الولايات المتحدة بنحو تقليدي، معلنةً الأبوة القانونية والمشاركة الفعالة في مهام الرعاية ، وتوضح الأبحاث الحديثة أن الآباء ذوي الدخل المنخفض قد يعرفون الأبوة المسئولة باستخدام مجموعة معينة من المعايير التي تضع العاتق الأكبر على عامل الوقت واللعب والاهتمام براحة الطفل دومًا وهي تُشبه الأخ الأكبر أو عامل الخدمات الاجتماعية.

## ظهور حركة الأبوة المسئولة في سنغافورة
في عام 2009، كلّفت وزارة التنمية المجتمعية والشباب والرياضة السنغافورية بعمل استطلاع حول مفهوم الأبوة لدى الأشخاص، فنتج عنه 2.220 شخص سنغافوري ومقيمين دائمين بعمر 18 فما فوق. وكانت النتائج كالآتي:

أنه أن يكون الآباء أكثر اندماجًا في حياة أطفالهم
- 99% يعتقدون أنه يجب على كلا الوالدين الاشتراك في تنشئة أطفالهم.
- 97% يعتقدون أن الآباء عليهم دور مهم جدًا في التربية
- 83% يوافقون على أن الآباء مشاركون في حياة أطفالهم
- 77% يعتقدون أن الآباء جيدون في رعاية أطفالهم مثل الأمهات.

لا يزال ينظر إلى الآباء على أنهم عائلون
ماذا ترى في مسؤوليات وأداور الآباء؟ فقد طُلب من المستجيبين تقديم حتى ثلاث إجابات.

وكانت أعلى خمس إجابات أن يكون:
- عائلاً (46%)
- محبًا ويقدم الدعم العاطفي نحو أطفاله والعائلة (36%)
- أن يساعد الأطفال على التعلّم وفي الدراسة (18%)
- قدوة لأطفاله (18%)
- يقدم نصائح أخلاقية وروحية (17%)

وكانت أقل خمس إجابات أن يكون:
- أن يشارك في التنشئة العامة للطفل (3%)
- يلعب مع الطفل (3%)
- صنع القرار أو «الرجل/صاحب الكلمة الأولى» في البيت (2%)
- يقدم الأمان أو الحماية (1%)
- التعود على أصدقاء الطفل وحياته الاجتماعية (1%)